# Elisabeth Lupka
Elisabeth Lupka (ur. 27 października 1902, zm. 8 stycznia 1949) – niemiecka nadzorczyni SS (SS-Aufseherin) w nazistowskich obozach koncentracyjnych Ravensbrück (KL) i Auschwitz-Birkenau oraz zbrodniarka wojenna. Była ostatnią kobietą skazaną na karę śmierci w Polsce.

## Życiorys
Urodziła się w niemieckiej miejscowości Klein-Dammer. Wyszła za mąż w 1934, nie miała dzieci i wkrótce się rozwiodła. W 1937 przeprowadziła się do Berlina, gdzie rozpoczęła pracę jako robotnica w fabryce samolotów. W 1942 Lupka porzuciła tę pracę i przeszła w obozie Ravensbrück szkolenie na nadzorczynię SS. Następnie została SS-Aufseherin i kierowała kilkoma grupami roboczymi więźniarek w tym obozie.
1 marca 1943 Lupka została przeniesiona do Auschwitz-Birkenau, gdzie pełniła służbę jako SS-Aufseherin na odcinku kobiecym w Brzezince. Miała związek bezpośrednio z zabijaniem w tzw. łaźni i komorze dezynfekcyjnej. Była jedną z tych nadzorczyń, które najczęściej dokonywały selekcji do komór gazowych. W obozie znana była z okrucieństwa, zwłaszcza uwielbiała katować więźniarki biczem. Lupka pozostała w Birkenau do likwidacji obozu w styczniu 1945 i pełniła funkcję strażniczki podczas marszu śmierci z Auschwitz do Wodzisławia Śląskiego (niem. Loslau). Następnie powróciła do Ravensbrück, gdzie ponownie wykazywała się sadyzmem jako nadzorczyni SS.
6 czerwca 1945 Lupka została aresztowana przez aliantów i następnie przekazana władzom polskim. Jej proces przed Sądem Okręgowym w Krakowie rozpoczął się 6 lipca 1948 po długim śledztwie. Za udział w selekcjach i maltretowanie więźniarek Lupka została skazana na karę śmierci. Wyrok wykonano przez powieszenie 8 stycznia 1949 o godzinie 7:05 w więzieniu Montelupich w Krakowie. Zwłoki jej przekazano do celów edukacyjnych Uniwersytetowi Jagiellońskiemu.